# Um Barzinho, Um Violão
Um Barzinho, Um Violão foi um programa de televisão musical exibido pelo canal Multishow e que deu origem a uma série de álbuns musicais homônima.
A ideia do projeto é reunir grandes nomes da MPB e do pop rock interpretando covers, no formato voz e violão. A série totaliza sete títulos, todos lançados em CD e DVD e gravados ao vivo, além de duas coletâneas.

## Discografia
- (2001) Um Barzinho, Um Violão
- (2004) Um Barzinho, Um Violão 2
- (2005) Um Barzinho, Um Violão: Jovem Guarda
- (2008) Um Barzinho, Um Violão: Novela 70
- (2009) Um Barzinho, Um Violão: Sertanejo
- (2013) Um Barzinho, Um Violão: Novelas Anos 80
- (2014) Um Barzinho, Um Violão: Novelas Anos 80 - Vol. 2

### Coletâneas
- (2005) O Melhor de Um Barzinho, Um Violão
- (2009) O Melhor de Um Barzinho, Um Violão - Vol. 2